# Robert Owen (teolog)
Robert Owen (13. května 1820 – 6. dubna 1902) byl velšský teolog.

## Život
Narodil se ve městě Dolgellau na severozápadě Walesu. Studoval na oxfordské Jesus College. V roce 1843 byl vysvěcen bangorským biskupem Christopherem Bethellem. Do roku 1845 sloužil jako kurát v obci Tremeirchion. Mezi jeho knižně vydaná díla patří An Introduction to the Study of Dogmatic Theology (1858) a Institutes of Canon Law (1884). Ke konci svého života žil v Vron-y-graig nedaleko severovelšského Barmouthu, kde také v roce 1902 ve věku 82 let zemřel. Pochován byl ve vesnici Llanaber.